# 金曜スペシャル
金曜スペシャル（きんようスペシャル ）は、1970年7月3日から1984年9月28日まで、東京12チャンネル→テレビ東京で毎週金曜日夜9時（JST）から放送された単発特別番組枠である。

## 概要
ドキュメンタリー中心の内容で、「エログロ」を押し出した回は特に視聴率が高く、最高視聴率は1973年6月29日に放送時で記録した、23.2%（ビデオリサーチによる）。
2015年にポニーキャニオンから傑作選DVDがリリースされている。
肉食動物の生態、奇怪な風習、猟奇事件、ホラー映画、性といったセンセーショナルなテーマを1回完結で放送していた。地上波テレビ版モンド映画のような趣があった。

### 主な内容
- 世界残酷物語（イタリア制作の世界の珍風習を取り上げた記録映画）
- 戦慄・恐怖！鼡・ゴキブリ大襲来!!
- 恐怖の初公開！3分でヒトを殺す・海の猛毒怪物特集
- 昆虫人類を襲う
- クワヘリ・残酷アフリカ
- 驚異！全裸人種を追う
- 神秘！風葬の島
- 戦慄ルポ・黒い魔教マクンバ・今なお残る血塗られた残酷儀式
- 続・世界女族物語
- 三島自決から3カ月
- 殺人魔
- 死刑囚
- 通り魔！幼子は叫ぶパパを返せ!!
- 山口崇テキヤになる
- 猟奇！戦慄の恐怖映画大襲来・あなたは最後まで耐えられますか
- 官能の世界
- 親も知らない！女子大生の性を暴く!!

## 放送時間
- 1970年7月 - 1974年9月：21:00 - 21:56
- 1974年10月 - 1975年9月：21:00 - 21:55
- 1975年10月 - 1984年9月：21:00 - 21:54

## ネット局
- 北海道文化放送
1976年9月までは毎週水曜日22:00 - 22:54、10月から1982年3月まで木曜日22:00 - 22:54に放送された。タイトルも「水曜（木曜）スペシャル」と変更されていた。1982年4月から金曜日深夜（土曜日未明）0:05 - 1:10放送となり、同年10月からは「金曜スペシャル」にタイトルが変わった。ただし、最終回近くになると再び木曜深夜に変更された。
- 新潟総合テレビ（金曜深夜最終時）
- テレビ愛知（1983年9月 - 1984年9月）
- 三重テレビ
- テレビ静岡 (金曜深夜 11時55分から)
- サンテレビ（1971年2月26日[3] - 、1971年10月1日から同時ネットに移行）・近畿放送→テレビ大阪（1982年3月 - 1984年9月）
- 奈良テレビ(開局当初は、『UTNスペシャル』と改題の上で時差ネットしていた）
- テレビ和歌山
- 山陰中央テレビ
- RKB毎日放送（金曜深夜）
- 大分放送（金曜日23:30～）
- 南日本放送（木曜深夜最終時）
- 石川テレビ「衝撃のドキュメント」と番組名称が変更されていた（毎週金曜日深夜）

備考
地方局の金曜日の特別編成などに「金曜スペシャル」のタイトルが使われるケースが存在した。むろん、当番組とは全く関係ない。